# 上店镇
上店镇，是中华人民共和国河南省洛陽市汝阳县下辖的一个乡镇级行政单位。

## 行政区划
上店镇下辖以下地区：
东街村、西街村、李庄村、任庄村、下店村、汝南村、辛庄村、八沟村、桂柳村、庙岭村、西庄村、布河村、圪塔村、西局村和南拐村。